# Natación en los Juegos Olímpicos de Londres 2012 – 400 metros combinado individual masculino
El evento de 400 metros combinado individual masculino de natación en los Juegos Olímpicos de Londres 2012 tuvo lugar el 28 de julio en el  Centro Acuático de Londres.

## Resultados

### Heats
| Rank | Heat | Línea | Nombre                   | Nacionalidad                  | Tiempo  | Notas |
| ---- | ---- | ----- | ------------------------ | ----------------------------- | ------- | ----- |
| 1    | 3    | 4     | Kosuke Hagino            | Japón (JPN)                   | 4:10.01 |       |
| 2    | 5    | 2     | Chad le Clos             | Sudáfrica (RSA)               | 4:12.24 | Q     |
| 3    | 5    | 4     | Ryan Lochte              | Estados Unidos (USA)          | 4:12.35 | Q     |
| 4    | 3    | 6     | Thiago Pereira           | Brasil (BRA)                  | 4:12.39 | Q     |
| 5    | 5    | 3     | Thomas Fraser-Holmes     | Australia (AUS)               | 4:12.66 | Q     |
| 6    | 5    | 6     | Luca Marin               | Italia (ITA)                  | 4:13.02 | Q     |
| 7    | 5    | 5     | Yuya Horihata            | Japón (JPN)                   | 4:13.09 | Q     |
| 8    | 4    | 4     | Michael Phelps           | Estados Unidos (USA)          | 4:13.33 | Q     |
| 9    | 4    | 5     | László Cseh              | Hungría (HUN)                 | 4:13.40 |       |
| 10   | 3    | 1     | Gal Nevo                 | Israel (ISR)                  | 4:14.77 |       |
| 11   | 4    | 2     | Yannick Lebherz          | Alemania (GER)                | 4:15.41 |       |
| 12   | 3    | 3     | Yang Zhixian             | República Popular China (CHN) | 4:15.45 |       |
| 13   | 4    | 6     | Roberto Pavoni           | Reino Unido (GBR)             | 4:15.56 |       |
| 14   | 4    | 3     | Wang Chengxiang          | República Popular China (CHN) | 4:15.57 |       |
| 15   | 4    | 1     | Maksym Shemberev         | Ucrania (UKR)                 | 4:16.63 |       |
| 16   | 2    | 4     | Ward Bauwens             | Bélgica (BEL)                 | 4:16.71 |       |
| 17   | 4    | 7     | Ioannis Drymonakos       | Grecia (GRE)                  | 4:17.04 |       |
| 18   | 2    | 6     | Raphael Stacchiotti      | Luxemburgo (LUX)              | 4:17.20 |       |
| 19   | 5    | 1     | Riaan Schoeman           | Sudáfrica (RSA)               | 4:17.22 |       |
| 19   | 5    | 7     | Federico Turrini         | Italia (ITA)                  | 4:17.22 |       |
| 21   | 3    | 7     | Alexander Tikhonov       | Rusia (RUS)                   | 4:18.12 |       |
| 22   | 3    | 5     | Dávid Verrasztó          | Hungría (HUN)                 | 4:18.31 |       |
| 23   | 4    | 8     | Alec Page                | Canadá (CAN)                  | 4:19.17 |       |
| 24   | 3    | 2     | Joe Roebuck              | Reino Unido (GBR)             | 4:20.24 |       |
| 25   | 1    | 5     | Bradley Ally             | Barbados (BAR)                | 4:21.32 |       |
| 26   | 2    | 2     | Yury Suvorau             | Bielorrusia (BLR)             | 4:23.06 |       |
| 26   | 2    | 5     | Diogo Carvalho           | Portugal (POR)                | 4:23.06 |       |
| 28   | 2    | 3     | Jung Won-Yong            | Corea del Sur (KOR)           | 4:23.12 |       |
| 29   | 2    | 1     | Esteban Enderica Salgado | Ecuador (ECU)                 | 4:24.32 |       |
| 30   | 2    | 8     | Pedro Pinotes            | Angola (ANG)                  | 4:24.69 |       |
| 31   | 1    | 4     | Anton Sveinn McKee       | Islandia (ISL)                | 4:25.06 |       |
| 32   | 5    | 8     | Daniel Tranter           | Australia (AUS)               | 4:25.76 |       |
| 33   | 2    | 7     | Quah Zheng Wen           | Singapur (SIN)                | 4:26.81 |       |
| 34   | 1    | 6     | Marko Blazhevski         | Macedonia del Norte (MKD)     | 4:32.38 |       |
| 35   | 1    | 3     | Rafael Alfaro            | El Salvador (ESA)             | 4:35.80 |       |
| 36   | 1    | 2     | Ahmed Ghithe G Atari     | Catar (QAT)                   | 5:21.30 |       |
|      | 3    | 8     | Taki Mrabet              | Túnez (TUN)                   | DSQ     |       |

### Final
| Rank              | Línea | Nombre               | Nacionalidad         | Tiempo  | Notas |
| ----------------- | ----- | -------------------- | -------------------- | ------- | ----- |
| Medalla de oro    | 3     | Ryan Lochte          | Estados Unidos (USA) | 4:05.18 |       |
| Medalla de plata  | 6     | Thiago Pereira       | Brasil (BRA)         | 4:08.86 |       |
| Medalla de bronce | 4     | Kosuke Hagino        | Japón (JPN)          | 4:08.94 |       |
| 4                 | 8     | Michael Phelps       | Estados Unidos (USA) | 4:09.28 |       |
| 5                 | 5     | Chad le Clos         | Sudáfrica (RSA)      | 4:12.42 |       |
| 6                 | 1     | Yuya Horihata        | Japón (JPN)          | 4:13.30 |       |
| 7                 | 2     | Thomas Fraser-Holmes | Australia (AUS)      | 4:13.49 |       |
| 8                 | 7     | Luca Marin           | Italia (ITA)         | 4:14.89 |       |